# Lavaldens
Lavaldens é uma comuna francesa na região administrativa de Auvérnia-Ródano-Alpes, no departamento de Isère. Estende-se por uma área de 41,4 km². Em 2010 a comuna tinha 154 habitantes (densidade: 3,7 hab./km²).